# Arquivo Distrital de Portalegre
O Arquivo Distrital de Portalegre é um serviço dependente da Direção-Geral do Livro, dos Arquivos e das Bibliotecas (DGLAB). Está instalado no Palácio Barahona, classificado como IIP - Imóvel de Interesse Público. O espaço foi inaugurado em 1993.
| ID      | Paróquia                             | Concelho        | Freguesia/Localidade actual              | Concelho/Vila data início | Concelho/Vila data fim |
| ------- | ------------------------------------ | --------------- | ---------------------------------------- | ------------------------- | ---------------------- |
| 1048486 | Nossa Senhora do Loreto de Juromenha | Alandroal       |                                          |                           |                        |
| 1001800 | Alter do Chão                        | Alter do Chão   | Alter do Chão                            |                           |                        |
| 1002018 | Alter Pedroso                        | Alter do Chão   | Alter Pedroso                            | desc.                     | 1836                   |
| 1002178 | Chancelaria                          | Alter do Chão   | Chancelaria                              | 1518                      | 1836                   |
| 1002245 | São Bartolomeu do Reguengo           | Alter do Chão   |                                          |                           |                        |
| 1002262 | Sarrazola                            | Alter do Chão   | Seda                                     |                           |                        |
| 1002283 | Seda                                 | Alter do Chão   | Seda                                     | 1271                      | 1836                   |
| 1002447 | Assunção                             | Arronches       | Assunção                                 |                           |                        |
| 1002509 | Esperança                            | Arronches       | Esperança                                |                           |                        |
| 1002537 | Lameira                              | Arronches       |                                          |                           |                        |
| 1002553 | Mosteiros                            | Arronches       | Mosteiros                                |                           |                        |
| 1002583 | Nossa Senhora do Rosário             | Arronches       | Assunção                                 |                           |                        |
| 1002598 | São Bartolomeu                       | Arronches       | Assunção                                 |                           |                        |
| 1002617 | Aldeia Velha                         | Avis            | Aldeia Velha                             |                           |                        |
| 1002749 | Avis                                 | Avis            | Avis                                     |                           |                        |
| 1002911 | Benavila                             | Avis            | Benavila                                 | 1296                      | século XIX             |
| 1003075 | Ervedal                              | Avis            | Ervedal                                  | 1512                      | 1836                   |
| 1003236 | Figueira e Barros                    | Avis            | Figueira e Barros                        | 1510                      | século XIX             |
| 1003391 | Maranhão                             | Avis            | Maranhão                                 |                           |                        |
| 1003526 | Nossa Senhora dos Barros             | Avis            | Figueira e Barros                        |                           |                        |
| 1003540 | Santo António do Alcôrrego           | Avis            | Alcórrego                                |                           |                        |
| 1003696 | São Pedro do Alcôrrego               | Avis            | Alcôrrego                                |                           |                        |
| 1003710 | Valongo                              | Avis            | Valongo                                  |                           |                        |
| 1008139 | Degolados                            | Campo Maior     | Nossa Senhora da Graça dos Degolados     |                           |                        |
| 1007993 | Nossa Senhora da Expectação          | Campo Maior     | Nossa Senhora da Expectação              |                           |                        |
| 1008159 | Ouguela                              | Campo Maior     | Ouguela                                  | 1298                      | 1836                   |
| 1008306 | São João Baptista                    | Campo Maior     | São João Batista                         |                           |                        |
| 1008781 | Póvoa e Meadas                       | Castelo de Vide | Nossa Senhora da Graça de Póvoa e Meadas | 1248                      | 1836                   |
| 1008821 | Santa Maria da Devesa                | Castelo de Vide | Santa Maria da Devesa                    |                           |                        |
| 1008933 | Santiago Maior                       | Castelo de Vide | Santiago Maior                           |                           |                        |
| 1008977 | São João Baptista                    | Castelo de Vide | São João Batista                         |                           |                        |
| 1008455 | Aldeia da Mata                       | Crato           | Aldeia da Mata                           |                           |                        |
| 1008531 | Crato                                | Crato           | Crato e Mártires                         |                           |                        |
| 1008605 | Flor da Rosa                         | Crato           | Flor da Rosa                             |                           |                        |
| 1008628 | Gáfete                               | Crato           | Gáfete                                   | 1688                      | 1836                   |
| 1008686 | Mártires                             | Crato           | Crato e Mártires                         |                           |                        |
| 1008716 | Monte Chamiço                        | Crato           | Vale do Peso                             |                           |                        |
| 1008728 | Monte da Pedra                       | Crato           | Monte da Pedra                           |                           |                        |
| 1008753 | Vale do Peso                         | Crato           | Vale do Peso                             |                           |                        |
| 1009012 | Ajuda                                | Elvas           | Ajuda, Salvador e Santo Ildefonso        |                           |                        |
| 1009116 | Alcáçova                             | Elvas           | Alcáçova                                 |                           |                        |
| 1046044 | Alentisca do Caia                    | Elvas           |                                          |                           |                        |
| 1009208 | Assunção                             | Elvas           | Assunção                                 |                           |                        |
| 1009324 | Barbacena                            | Elvas           | Barbacena                                | 1273                      | 837                    |
| 1009437 | Caia                                 | Elvas           | Caia e São Pedro                         |                           |                        |
| 1048486 | Nossa Senhora do Loreto de Juromenha | Elvas           |                                          |                           |                        |
| 1009514 | Santa Eulália                        | Elvas           | Santa Eulália                            |                           |                        |
| 1009664 | Santo Ildefonso                      | Elvas           | Ajuda, Salvador e Santo Ildefonso        |                           |                        |
| 1009745 | São Brás de Varche                   | Elvas           | São Brás e São Lourenço                  |                           |                        |
| 1009843 | São Lourenço                         | Elvas           | São Brás e São Lourenço                  |                           |                        |
| 1009936 | São Pedro                            | Elvas           | Caia e São Pedro                         |                           |                        |
| 1010032 | São Salvador                         | Elvas           | Ajuda, Salvador e Santo Ildefonso        |                           |                        |
| 1010154 | São Vicente                          | Elvas           | São Vicente e Ventosa                    |                           |                        |
| 1010289 | Terrugem                             | Elvas           | Terrugem                                 |                           |                        |
| 1010422 | Ventosa                              | Elvas           | São Vicente e Ventosa                    |                           |                        |
| 1010526 | Vila Boim                            | Elvas           | Vila Boim                                | 1518                      | 1836                   |
| 1010650 | Vila Fernando                        | Elvas           | Vila Fernando                            | desc.                     | século XIX             |
| 1010788 | Cabeço de Vide                       | Fronteira       | Cabeço de Vide                           | 1512                      | 1855                   |
| 1010924 | Fronteira                            | Fronteira       | Fronteira                                |                           |                        |
| 1011076 | São Saturnino                        | Fronteira       | São Saturnino                            |                           |                        |
| 1011188 | Atalaia                              | Gavião          | Atalaia                                  |                           |                        |
| 1011198 | Belver                               | Gavião          | Belver                                   | 1518                      | 1836                   |
| 1011222 | Comenda                              | Gavião          | Comenda                                  |                           |                        |
| 1011236 | Gavião                               | Gavião          | Gavião                                   |                           |                        |
| 1011266 | Margem                               | Gavião          | Margem                                   | 1518                      | 1836                   |
| 1012149 | Santa Maria                          | Marvão          | Santa Maria de Marvão                    |                           |                        |
| 1012185 | Santo António das Areias             | Marvão          | Santo António das Areias                 |                           |                        |
| 1012223 | São Salvador de Aramenha             | Marvão          | São Salvador da Aramenha                 |                           |                        |
| 1012274 | São Tiago                            | Marvão          | Santa Maria de Marvão                    |                           |                        |
| 1011279 | Assumar                              | Monforte        | Assumar                                  | 1288                      | 1836                   |
| 1011381 | Monforte                             | Monforte        | Monforte                                 |                           |                        |
| 1011508 | Prazeres                             | Monforte        | Monforte                                 |                           |                        |
| 1046503 | Rei Salvador                         | Monforte        |                                          |                           |                        |
| 1011654 | Santa Maria Madalena                 | Monforte        | Santa Maria Madalena                     |                           |                        |
| 1011657 | Santo Aleixo                         | Monforte        | Santo Aleixo                             |                           |                        |
| 1011786 | São Pedro                            | Monforte        | Monforte                                 |                           |                        |
| 1011791 | São Pedro de Algalé                  | Monforte        | Monforte                                 |                           |                        |
| 1011933 | São Pedro de Almuro                  | Monforte        | Monforte                                 |                           |                        |
| 1012020 | Vaiamonte                            | Monforte        | Vaiamonte                                |                           |                        |
| 1012297 | Alpalhão                             | Nisa            | Alpalhão                                 | 1512                      | 1855                   |
| 1012389 | Amieira do Tejo                      | Nisa            | Amieira do Tejo                          | desc.                     | século XIX             |
| 1012432 | Arez                                 | Nisa            | Arez                                     | Século XII                | 1836                   |
| 1012482 | Espírito Santo                       | Nisa            | Espírito Santo                           |                           |                        |
| 1012556 | Montalvão                            | Nisa            | Montalvão                                | 1512                      | 1834                   |
| 1012610 | Nossa Senhora da Graça               | Nisa            | Nossa Senhora da Graça                   |                           |                        |
| 1012677 | São Matias                           | Nisa            | São Matias                               |                           |                        |
| 1012721 | São Simão                            | Nisa            | São Simão                                |                           |                        |
| 1012769 | Tolosa                               | Nisa            | Tolosa                                   | desc.                     | 1836                   |
| 1012826 | Vila Flor                            | Nisa            | Vila Flor                                | desc.                     | século XIX             |
| 1046722 | Nossa Senhora da Assunção            | Olivença        | Santa Maria do Castelo                   |                           |                        |
| 1046776 | Nossa Senhora de Vila Real           | Olivença        |                                          |                           |                        |
| 1046661 | Santa Maria Madalena                 | Olivença        | Santa Maria Madalena                     |                           |                        |
| 1046789 | São Bento da Contenda                | Olivença        | São Bento da Contenda                    |                           |                        |
| 1046804 | São Domingos                         | Olivença        |                                          |                           |                        |
| 1046818 | São Jorge de Olor                    | Olivença        |                                          |                           |                        |
| 1046826 | Tálega                               | Olivença        |                                          |                           |                        |
| 1012838 | Ervideira                            | Ponte de Sor    | Ponte de Sor                             |                           |                        |
| 1012845 | Galveias                             | Ponte de Sor    | Galveias                                 |                           |                        |
| 1013008 | Montargil                            | Ponte de Sor    | Montargil                                | desc.                     | 1855                   |
| 1013188 | Ponte de Sor                         | Ponte de Sor    | Ponte de Sor                             |                           |                        |
| 1013312 | Torre das Vargens                    | Ponte de Sor    | Ponte de Sor                             |                           |                        |
| 1013320 | Alagoa                               | Portalegre      | Alagoa                                   |                           |                        |
| 1013347 | Alegrete                             | Portalegre      | Alegrete                                 | desc.                     | 1855                   |
| 1013412 | Carreiras                            | Portalegre      | Carreiras                                |                           |                        |
| 1013433 | Fortios                              | Portalegre      | Fortios                                  |                           |                        |
| 1013461 | Madalena                             | Portalegre      | Sé                                       |                           |                        |
| 1013475 | Reguengo                             | Portalegre      | Reguengo                                 |                           |                        |
| 1013498 | Ribeira de Nisa                      | Portalegre      | Ribeira de Nisa                          |                           |                        |
| 1013525 | Santa Maria do Castelo               | Portalegre      | Sé                                       |                           |                        |
| 1013535 | Santa Maria-a-Grande                 | Portalegre      | Sé                                       |                           |                        |
| 1013551 | São Julião                           | Portalegre      | São Julião                               |                           |                        |
| 1013582 | São Lourenço                         | Portalegre      | São Lourenço                             |                           |                        |
| 1013672 | São Martinho                         | Portalegre      | Sé                                       |                           |                        |
| 1013689 | São Tiago                            | Portalegre      | Sé                                       |                           |                        |
| 1013709 | São Vicente                          | Portalegre      | Sé                                       |                           |                        |
| 1013716 | Sé                                   | Portalegre      | Sé                                       |                           |                        |
| 1013818 | Urra                                 | Portalegre      | Urra                                     |                           |                        |
| 1013860 | Cano                                 | Sousel          | Cano                                     | 1512                      | 1826                   |
| 1014030 | Casa Branca                          | Sousel          | Casa Branca                              |                           |                        |
| 1014197 | Santo Amaro                          | Sousel          | Santo Amaro                              |                           |                        |
| 1014277 | São João Baptista da Ribeira         | Sousel          | Sousel                                   |                           |                        |
| 1014370 | Sousel                               | Sousel          | Sousel                                   |                           |                        |